# Callosamia promethea
Callosamia promethea este o specie de molie din familia Saturniidae. Este răspândită în jumătatea estică a Statelor Unite și în zonele joase din Canada de Est.

## Galerie

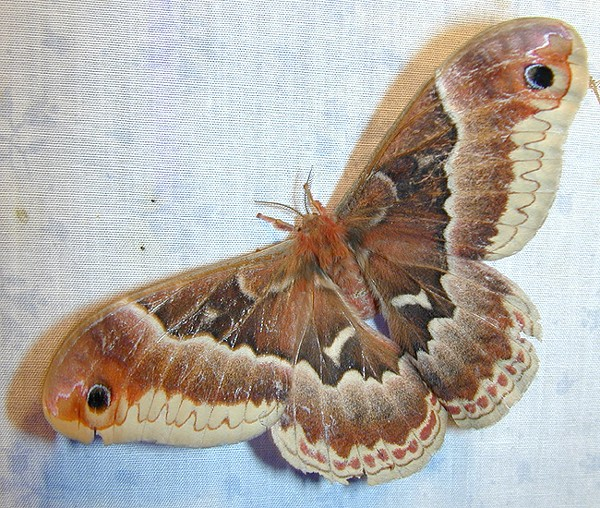
Femelă